# Hikaru Shida
Hikaru Shida (志田 光, Shida Hikaru, Kanagawa, 11 de junho de 1988) é uma lutadora de wrestling profissional japonêsa, artista marcial, atriz e modelo, que atualmente trabalha para a All Elite Wrestling (AEW), onde ela é a atual Campeã Mundial Feminina da AEW em seu primeiro reinado. Ela também trabalha para a empresa Makai e faz aparições para as promoções da Oz Academy e Pro Wrestling Wave.
Ela começou sua carreira no wrestling profissional em 2008, quando ingressou na promoção Ice Ribbon, após participar de um filme intitulado Three Count, ambientado no mundo do wrestling profissional. Ela permaneceu na promoção até 2014, onde venceu uma vez o ICE×60 Championship e quatro vezes o International Ribbon Tag Team Championship. Fora da Ice Ribbon, Shida conquistou o Wave Single Championship, o Oz Academy Tag Team Championship e o Sendai Girls World Tag Team Championship.

## Juventude
Em sua infância, Shida praticou judô e kendo, chegando ao terceiro dan no kendo. Mais tarde, ela embarcou em uma carreira como atriz, principalmente trabalhando na série de televisão Muscle Venus, formando um grupo ídolo com os membros do elenco Hina Kozuki, Ichiko Mayu, Miyako Matsumoto, Sachiko Koga, Tomoyo Morihisa, Tsukasa Fujimoto, Yuki Ueda e Yuri Natsume. Em 2009, Shida foi escalada para o papel principal em um filme intitulado Three Count, ambientado no mundo do wrestling profissional e também estrelando as lutadoras profissionais veteranas Emi Sakura, Kyoko Inoue e Yoshiko Tamura. Para o papel, Shida começou a treinar com Sakura em seu dojo Ice Ribbon e após a conclusão da gravação, decidiu encontrar uma nova carreira no wrestling profissional, juntando-se a Ice Ribbon com outros membros do elenco de Muscle Venus e Three Count, Ichiko Mayu, Miyako Matsumoto, Sachiko Koga, Tomoyo Morihisa, Tsukasa Fujimoto e Yuki Ueda, embora apenas Shida, Matsumoto e Fujimoto tenham durado mais de seis meses, fazendo novas carreiras no wrestling profissional.

## Carreira no wrestling profissional

### Ice Ribbon (2008–2014)
Shida fez sua estreia na Ice Ribbon em 20 de julho de 2008, perdendo para Kazumi Shimouma. Como é habitual para um novato no wrestling profissional japonês, os primeiros meses de Shida no wrestling incluíram principalmente derrotas com apenas uma vitória, sobre Miyako Matsumoto em 15 de novembro. Em março de 2009, Shida finalmente começou a obter mais vitórias regularmente, iniciando uma parceria, e mais tarde uma rixa, com Makoto. Em 13 de setembro de 2009, Shida se aventurou no mundo das artes marciais mistas, quando ela participou de uma luta de grappling no evento 5º Ring da promoção Jewels. Shida perdeu a luta para Ayaka Hamasaki, depois de submeter-se ao armlock em 38 segundos.

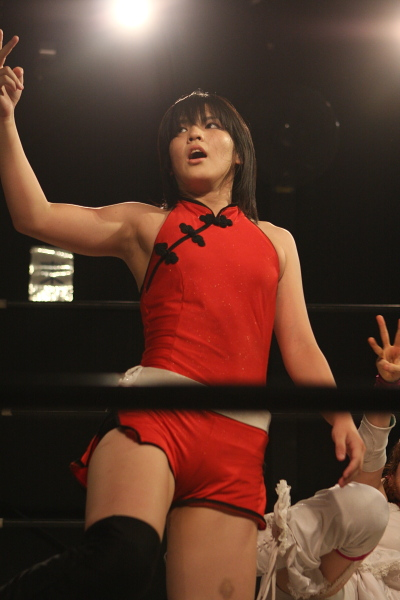
Shida em julho de 2010

Durante o verão de 2010, Shida fez várias aparições para a promoção NEO Japan Ladies Pro Wrestling. Apesar de ser apontada no início como o "Futura Ás de Joshi Puroresu", Shida foi a última do trio Three Count a chegar a um título na Ice Ribbon. Em 20 de outubro de 2010, Shida e Tsukasa Fujimoto receberam sua primeira chance pelo International Ribbon Tag Team Championship, mas foram derrotadas por Emi Sakura e Nanae Takahashi. Em uma revanche entre as duas equipes em 23 de dezembro, Shida e Fujimoto foram vitoriosas e conquistaram o International Ribbon Tag Team Championship. No dia seguinte, a equipe, conhecida coletivamente como Muscle Venus, fez sua estreia na promoção Smash no Happening Eve, onde se juntaram a Sayaka Obihiro em uma luta de trios, onde foram derrotadas por Cherry, Tomoka Nakagawa e Toshie Uematsu. De volta a Ice Ribbon, Shida lutou a maior luta de sua carreira, até aquele ponto, quando ela desafiou Yoshiko Tamura sem sucesso pelo NEO Single e NWA Women's Pacific Championships em 26 de dezembro no Ribbon Mania 2010. Shida e Fujimoto então defenderam com sucesso o International Tag Team Championship contra Hikari Minami e Riho em 4 de janeiro de 2011, e contra as equipes de Mochi Miyagi e Ryo Mizunami, e Makoto e Riho em 6 de fevereiro, vencendo o "Ike! Ike! Ima, Ike! Ribbon Tag Tournament" no processo. Depois de defender o International Ribbon Tag Team Championship contra Bambi e Makoto no evento Kaientai Dojo em 20 de março, Shida e Fujimoto perderam o título para Emi Sakura e Ray seis dias depois.
Em 21 de março, Shida foi eleita pelos fãs da Ice Ribbon como oponente para enfrentar Syuri. Shida venceria a luta com um Falcon Arrow. A luta acabou levando a uma parceria entre as duas lutadoras de Kanagawa, e, após derrotar Chii Tomiya e Makoto em 16 de abril, Shida e Syuri desafiaram, sem sucesso, Emi Sakura e Ray pelo International Ribbon Tag Team Championship em 5 de maio. A parceria também se estendeu para a Smash, onde Shida e Syuri derrotaram Io e Mio Shirai em uma luta de duplas em 3 de maio no Smash.17. Em 9 de junho no Smash.18, Shida foi derrotada por Syuri em uma luta da primeira rodada de um torneio pelo inaugural Smash Diva Championship. Em 24 de setembro, Shida e Fujimoto tentaram reconquistar o International Ribbon Tag Team Championship, mas foram derrotadas nas semifinais de um torneio pelo título vago por Manami Toyota e Tsukushi. No mês seguinte, Shida e Fujimoto, junto com Emi Sakura e Hikari Minami, viajaram para Nottingham, Inglaterra para participar de eventos promovidos pela Pro Wrestling EVE e Southside Wrestling Entertainment (SWE). Durante 2011, Shida também participou da rivalidade interpromocional da Ice Ribbon com a promoção Sendai Girls 'Pro Wrestling . Em 27 de outubro, Shida, Emi Sakura, Hikari Minami, Tsukasa Fujimoto e Tsukushi representaram a Ice Ribbon no torneio Joshi Puroresu Dantai Taikou Flash de Sendai, um torneio de eliminação única, onde diferentes promoções de joshi se enfrentaram. A equipe foi eliminada do torneio na primeira rodada pela equipe Sendai (Meiko Satomura, Dash Chisako, Kagetsu, Miyako Morino e Sendai Sachiko).

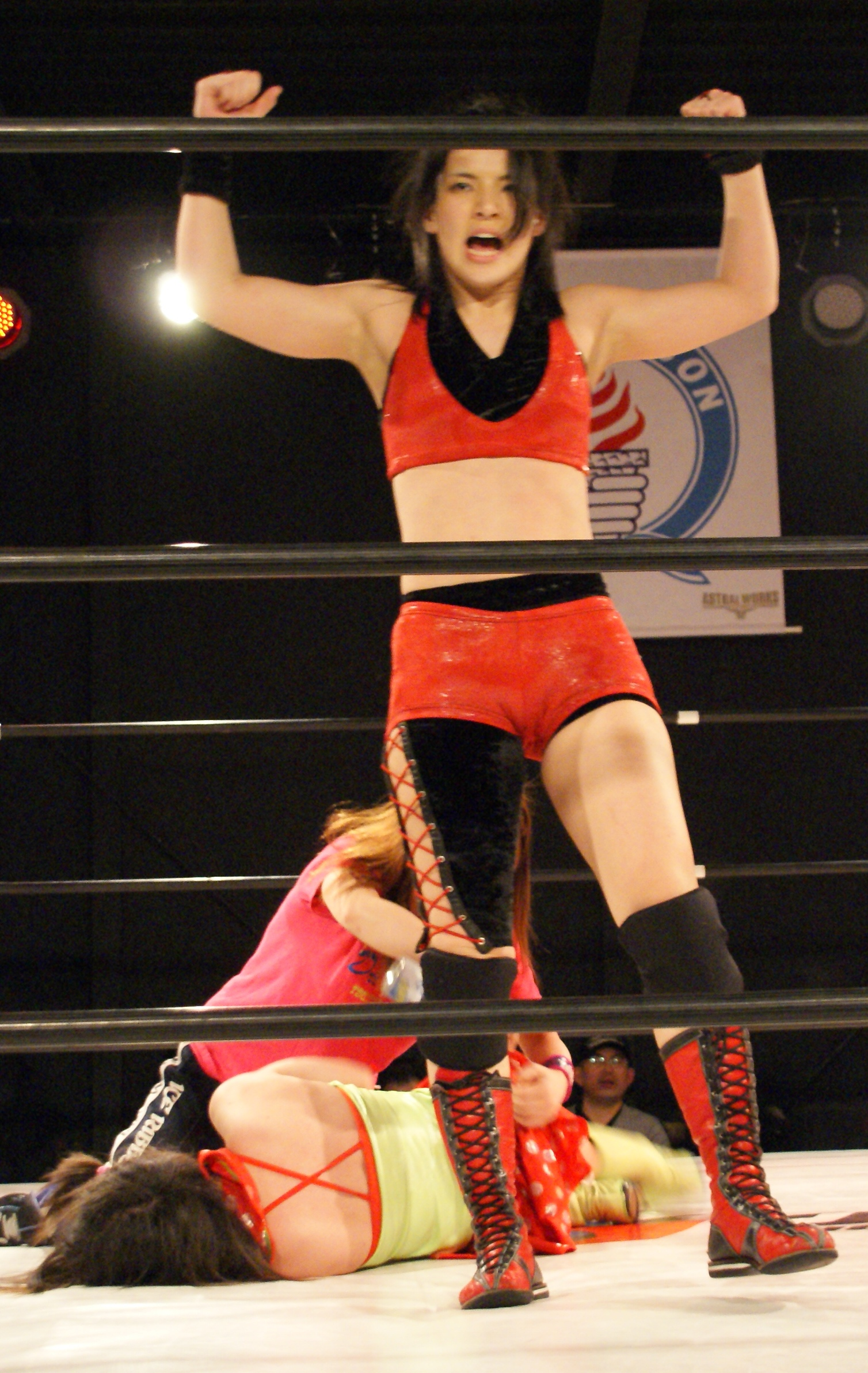
Shida posando após derrotar Tsukushi em janeiro de 2012

Quando Tsukasa Fujimoto reteve o ICE×60 Championship em 19 de novembro, foi anunciado que Shida seria sua primeira desafiante em 25 de dezembro no RibbonMania 2011. Em 7 de dezembro, Shida derrotou Fujimoto em uma luta de duplas, onde ela se uniu a Maki Narumiya e Fujimoto a Mochi Miyagi. No RibbonMania 2011, Shida derrotou Fujimoto para vencer o ICE×60 Championship pela primeira vez. Três dias depois, Shida e Maki Narumiya derrotaram Emi Sakura e Tsukushi para vencerem o International Ribbon Tag Team Championship, fazendo de Shida uma bicampeã. Em 8 de janeiro de 2012, Shida lutou no evento de aposentadoria de Bull Naka, perdendo para a Campeã da Stardom Yuzuki Aikawa. Após defesas bem-sucedidas contra as Lovely Butchers (Hamuko Hoshi e Mochi Miyagi) e Dorami Nagano e Hailey Hatred, Shida e Narumiya perderam o International Ribbon Tag Team Championship para Tsukasa Fujimoto e Tsukushi em 5 de fevereiro. Em 4 de março, Shida fez sua estreia na promoção Universal Woman's Pro Wrestling Reina, derrotando sua colega da Ice Ribbon Neko Nitta na luta de abertura do Reina.28. Em 20 de março, Shida fez sua primeira defesa do ICE×60 Championship, derrotando Aoi Kizuki. Sua segunda defesa bem-sucedida ocorreu em 21 de abril, quando ela derrotou a Campeã IW19 Kurumi. Depois de derrotar a representante da Otera Pro Aki Shizuku em uma luta não válida pelo título, Shida enviou um desafio a sua amiga, da Wrestling New Classic Kana. O primeiro confronto entre Shida e Kana ocorreu em 25 de abril, quando Kana e Shizuku derrotaram Shida e April Davids em uma luta de duplas. Em 5 de maio no Golden Ribbon 2012, Shida foi derrotada por Kana em uma luta de individual não válida título. Depois disso, Shida começou a brigar com a sua ex-parceira de dupla Maki Narumiya. Depois que uma luta não válida pelo título entre as duas em 26 de maio terminou em um empate com limite de tempo de dez minutos, Narumiya foi nomeada a desafiante número um ao ICE×60 Championship, desde que ela pudesse chegar aos 60 kg (130 lb). Em 9 de junho, Shida participou do primeiro evento Reina X World, a promoção subsequente a Universal Woman's Pro Wrestling Reina,  urante o qual ela e Tsukasa Fujimoto derrotaram Aki Kanbayashi e Mia Yim nas finais do torneio de equipes para vencerem o vago Reina World Tag Team Championship. Em 17 de junho, Shida derrotou Maki Narumiya no evento principal do evento de sexto aniversário da Ice Ribbon para fazer sua terceira defesa bem-sucedida do ICE×60 Championship. Em julho, como as campeãs do Reina World Tag Team Championship, Shida e Fujimoto viajaram para o México para trabalhar para o Consejo Mundial de Lucha Libre (CMLL). Trabalhando apenas sob seus nomes próprios, Hikaru e Tsukasa fizeram sua estreia na CMLL em 3 de julho em Guadalajara, se unindo a La Comandante em uma luta de trios, onde foram derrotadas por Goya Kong, Luna Mágica e Silueta. Três dias depois, Hikaru e Tsukasa se juntaram a Lady Apache na Cidade do México em outra luta de duplas de trioss, onde foram derrotadas por Dark Angel, Estrellita e Marcela. A turnê de Hikaru e Tsukasa pela CMLL terminou em 8 de junho na Cidade do México, quando elas se uniram a Princesa Sujei para derrotarem Dalys la Caribeña, Lluvia e Luna Mágica em uma luta de trios. Após seu retorno ao Japão, Shida fez sua quarta defesa bem-sucedida do ICE×60 Championship ao derrotar Hamuko Hoshi em 15 de julho no Sapporo Ribbon 2012. Em 5 de agosto, Shida fez sua estreia pela Oz Academy, perdendo para Aja Kong. Em 19 de agosto, a Ice Ribbon realizou um evento especial para comemorar o quarto aniversário de Muscle Venus no wrestling profissional, que viu Shida e Fujimoto derrotarem Maki Narumiya e Meari Naito no evento principal para sua primeira defesa bem-sucedida do Reina World Tag Team Championship. No dia seguinte,  o reinado de Shida se tornou o mais longevo da história do ICE×60 Championship, superando o recorde anterior de Fujimoto de 238 dias. A segunda defesa bem-sucedida de Shida e Fujimoto do Reina World Tag Team Championship aconteceu no Reina X World em 26 de agosto, quando elas derrotaram Crazy Star e Silueta. Três dias depois, Shida fez sua quinta defesa bem-sucedida do ICE×60 Championship contra Neko Nitta. Em 23 de setembro no Ribbon no Kishitachi 2012, Shida perdeu o ICE×60 Championship para Mio Shirai em sua sexta defesa, encerrando seu reinado recorde em 273 dias. O Ribbon no Kishitachi 2012 também viu a estreia do primeiro lutador treinado por Shida, Oshima Kujira.
Em 25 de setembro, Shida entrou no Pro Wrestling Wave's 2012 Dual Shock Wave tournament com Yumi Ohka como parceira. Ohka escolheu Shida como sua parceira, depois que sua rival Misaki Ohata escolheu se unir a Tsukasa Fujimoto. Na luta de abertura do torneio, Shida e Ohka foram derrotadas por Shuu Shibutani e Syuri. Elas, no entanto, se recuperaram, derrotando Kurigohan (Ayumi Kurihara e Mika Iida) em 30 de setembro e no 1st Impact (Makoto e Moeka Haruhi) em 23 de outubro para terminar seu torneio round-robin com quatro pontos, empatado no topo com Shuu Shibutani e Syuri, forçando uma luta de decisão entre as duas equipes. Shida e Ohka acabaram perdendo a decisão e foram, como resultado, eliminadas do torneio. Em 27 de outubro, Shida fez sua estréia na World Wonder Ring Stardom, juntando-se a Act Yasukawa e Cherry em uma luta de trios, onde foram derrotadas pela Kimura Monster-gun (Alpha Female, Hailey Ódio e Kyoko Kimura). No dia seguinte, em um evento da Ice Ribbon, Shida desafiou Hatred pelo Triangle Ribbon Championship em uma luta three-way, que também incluiu Aki Shizuku, mas foi desclassificada após usar um shinai na campeã. No início do evento, Aja Kong fez uma rara aparição na Ice Ribbon, convidando Shida de volta à Oz Academy. Shida continuou usando o shinai em suas lutas pelo próximo mês. Em 25 de novembro no Nagoya Ribbon II - 2012, Shida e Tsukasa Fujimoto entraram em um torneio de duplas de um dia, onde foram forçadas a colocar o Reina World Tag Team Championship em jogo em todas as suas lutas. Elas foram, no entanto, tiveram um bye diretamente para as semifinais do torneio. Depois de derrotar Neko Nitta e Shuu Shibutani em sua luta na semifinal, Shida e Fujimoto derrotaram Kurumi e Tsukushi não apenas para vencer o torneio e manter o Reina World Tag Team Championship, mas também para ganhar o International Ribbon Tag Team Championship. No entanto, apenas três dias depois, Shida e Fujimoto perderam ambos os títulos para Hailey Hatred e Hamuko Hoshi. Em 9 de dezembro, Shida retornou à Oz Academy, perdendo para Aja Kong na segunda luta entre as duas. No evento RibbonMania 2012 da Ice Ribbon em 31 de dezembro, Shida e Tsukasa Fujimoto foram derrotadas em uma luta de duplas pelas representantes da World Wonder Ring Stardom Nanae Takahashi e Natsuki ☆ Taiyo. De volta a Pro Wrestling Wave em 4 de janeiro de 2013, Shida e Yumi Ohka não conseguiram vencer o Wave Tag Team Championship de Misaki Ohata e Tsukasa Fujimoto em uma luta pelo título, que terminou em um empate com limite de tempo de trinta minutos. No dia seguinte, Aja Kong fez sua estreia no ringue pela Ice Ribbon em equipe com Shida em uma luta de duplas, onde foram derrotadas por Hamuko Hoshi e Maki Narumiya. Em 13 de janeiro, Shida fez outra aparição pela Oz Academy, juntando-se a Kong em uma luta de duplas, onde foram derrotadas por Hiroyo Matsumoto e Tomoka Nakagawa. Depois que o ICE×60 Championship foi desocupado, após Maki Narumiya ser afastada devido a uma lesão, Shida entrou em um torneio round-robin para determinar a nova campeã, derrotando sua estagiária Risa Sera em sua luta de abertura em 16 de janeiro. Depois de um empate com Tsukushi em 26 de janeiro, e uma vitória sobre Neko Nitta em 2 de fevereiro, Shida terminou no topo de seu bloco round-robin, garantindo uma vaga nas semifinais do torneio. Em 8 de fevereiro, Shida participou do primeiro evento auto-produzido de Syuri, Stimulus, que viu as duas perderem para Meiko Satomura e Tomoka Nakagawa em uma luta de duplas no evento principal. Em 23 de fevereiro, Shida foi eliminada do torneio pelo ICE×60 Championship nas semifinais por Miyako Matsumoto.
Enquanto isso, Shida também continuou com Aja Kong na Oz Academy e, após mais duas derrotas, conseguiu sua primeira vitória na promoção em 17 de março, quando derrotou Sonoko Kato em uma luta de duplas, onde ela e Kong enfrentaram Kato e Dynamite Kansai. Após a luta, Shida e Kong foram nomeadas desafiantes número um ao Oz Academy Tag Team Championship, no entanto, antes da luta pelo título, as duas se enfrentaram em outra luta individual em 14 de abril, onde Kong estava novamente vitoriosa na tentativa de endurecer Shida para a disputa pelo título. Em 24 de abril, Shida e Kong derrotaram Hiroyo Matsumoto e Tomoka Nakagawa para se tornarem as novas Campeões de Duplas da Oz Academy. Em 25 de maio, Shida também se tornou campeã de duplas em sua promoção, quando ela e Tsukasa Fujimoto derrotaram Aoi Kizuki e Tsukushi pelo International Ribbon Tag Team e Reina World Tag Team Championships. Dois dias depois, Shida e Fujimoto desistiram do Reina World Tag Team Championship e devolveram o título para a promoção Reina Joshi Puroresu, que havia passado recentemente por uma mudança na gestão. Shida e Fujimoto fizeram sua primeira defesa bem-sucedida do International Ribbon Tag Team Championship em 22 de junho contra o BBA38 (Cherry e Meari Naito). De 15 de maio a 28 de junho, Shida participou do torneio Catch the Wave 2013 da Pro Wrestling Wave, terminando com duas vitórias, dois empates e duas derrotas e não conseguiu avançar adiante. De volta a Ice Ribbon, Shida conquistou uma grande vitória em 14 de julho ao derrotar Syuri, que estava fazendo sua primeira aparição para a promoção em mais de dois anos e com quem lutou até um empate com limite de tempo durante o Catch the Wave 2013. No dia seguinte, Shida e Yumi Ohka derrotaram Triple Tails.S (Kana e Mio Shirai) para vencerem o Wave Tag Team Championship, significando que Shida agora detinha três títulos de duplas simultaneamente em três promoções diferentes. Em 26 de julho, Shida fez sua estréia na Pro Wrestling Zero1, juntando-se a Aja Kong em uma luta de duplas, onde derrotaram Dynamite Kansai e Yuhi. Em 11 de agosto, Shida e Kong perderam o Oz Academy Tag Team Championship de volta para Matsumoto e Nakagawa em sua primeira defesa. Quatro dias depois, Shida também perdeu o Wave Tag Team Championship, quando ela e Ohka foram derrotadas por Nakagawa e Gami. Em 18 de agosto, Shida fez uma aparição para a DDT Pro-Wrestling no evento anual da promoção em Ryōgoku Kokugikan, participando da luta de estreia de Saki Akai, ao lado de quem ela atuou em Muscle Girl! drama de televisão. Shida se juntou a Hiroshi Fukuda e Yoshiko em uma luta de trios, onde foram derrotadas por Akai, Cherry e Masa Takanashi. Em 22 de setembro, Shida e Fujimoto fizeram sua segunda defesa bem-sucedida do International Ribbon Tag Team Championship contra Mio Shirai e Rutsuko Yamaguchi. De 1 de setembro a 6 de outubro, Shida e Fujimoto participaram do torneio Dual Shock Wave 2013 da Pro Wrestling Wave, onde chegaram às finais, antes de perderem para Ayako Hamada e Yuu Yamagata em uma luta three way, que também incluiu Kana e Yumi Ohka. Em 17 de outubro, Shida participou de uma grande eliminação de oito contra oito geracional promovida pela Sendai Girls 'Pro Wrestling, onde ela, Kagetsu, Manami Katsu, Sareee, Syuri, Takumi Iroha, Yoshiko e Yuhi derrotaram Aja Kong, Command Bolshoi, Dump Matsumoto, Dynamite Kansai, Kyoko Inoue, Manami Toyota, Meiko Satomura e Takako Inoue. Shida eliminou Bolshoi da luta, antes de ser eliminada por Toyota. Em 19 de outubro, Shida fez sua estreia nos Estados Unidos pela Shimmer Women Athletes em Berwyn, Illinois, derrotando Mia Yim como parte do Volume 58. Mais tarde naquele mesmo dia no Volume 59, Shida foi derrotada por Nicole Matthews, após ser atingida por seu próprio shinai. Isso levou a uma revanche no Volume 60 no dia seguinte, onde Shida derrotou Matthews em uma luta, onde o uso do shinai era legal. Shida terminou seu fim de semana e primeira visita americana, perdendo para Madison Eagles no Volume 61 em uma luta three-way, que também incluiu Kana. Em 7 de dezembro, Shida e Fujimoto fizeram sua terceira defesa bem-sucedida do International Ribbon Tag Team Championship contra a equipe de Hamuko Hoshi e Kurumi.
A quarta defesa bem-sucedida do Muscle Venus ocorreu em 4 de janeiro de 2014, quando elas derrotaram Kurumi e Kyoko Inoue. Após a luta, Shida anunciou sua saída da Ice Ribbon, a partir de 30 de março. Apesar do anúncio, Shida e Fujimoto continuaram seu reinado do International Ribbon Tag Team Championship, derrotando.STAP (Maki Narumiya e Risa Sera) em 15 de fevereiro, Mio Shirai e Miyako Matsumoto em 9 de março, Hamuko Hoshi e Miyako Matsumoto em 12 de março, Kurumi e Tsukushi em 15 de março, e N3 (Maki Narumiya e Meari Naito) em 22 de março no que foi anunciado como a luta final do Muscle Venus juntas. De 21 a 25 de fevereiro, Shida trabalhou em uma turnê de quatro eventos com a Wrestle-1, lutando contra Shuu Shibutani em lutas individuais. A série terminou 2–2 com Shida vencendo a segunda e a quarta luta. Shida lutou sua última luta na Ice Ribbon em 30 de março no Korakuen Hall, quando foi derrotada pelo sua parceira de longa data Tsukasa Fujimoto em uma luta individual. Após a luta, as duas renunciaram ao International Ribbon Tag Team Championship, encerrando seu reinado durante o qual estabeleceram novos recordes tanto para o reinado mais longo, com 309 dias, quanto para mais defesas de título bem-sucedidas, com nove.

### Freelancing e Makai (2014-presente)
Shida trabalhou em seu primeiro evento como freelancer em 1 de abril de 2014, para Gake no Fuchi Puroresu de Miyako Matsumoto. Como parte do evento, Shida lutou duas vezes; perdendo primeiro para Red Arremer e depois derrotando Matsumoto em uma luta Last Woman Standing. Em 5 de abril, Shida retornou aos Estados Unidos para trabalhar para a Shimmer no internet pay-per-view (IPPV) Volume 62, em New Orleans, Louisiana, onde ela derrotou Evie. Em 12 de abril, Shida participou das gravações do DVD da Shimmer em Berwyn, perdendo para Mia Yim como parte do Volume 63 e derrotando Kimber Lee como parte do Volume 64. No dia seguinte, Shida perdeu para Mercedes Martinez no Volume 65, antes de encerrar sua turnê americana com uma vitória sobre Athena no Volume 66. Após seu retorno ao Japão, lhe foi concedida uma chance pelo Pro Wrestling Wave's Single Championship em 20 de abril, mas foi derrotada pela campeã Yumi Ohka. Em 9 de maio, Shida anunciou que começaria a produzir seus próprios eventos independentes sob a bandeira de "Oshiri Ressha de Go!", Começando em 28 de agosto no Shinjuku Face em Tóquio. De 5 de maio a 22 de junho, Shida participou do torneio Catch the Wave 2014, terminando com quatro vitórias e dois empates e vencendo o seu bloco. Em 27 de julho, Shida derrotou pela primeira vez Tomoka Nakagawa nas semifinais e depois Misaki Ohata nas finais para vencer o Catch the Wave 2014.
Em 24 de agosto, Shida derrotou Yumi Ohka para vencer o Wave Single Championship. Em 28 de agosto, na luta principal do primeiro Oshiri Ressha de Go! No evento, Shida se juntou a Masato Tanaka em uma luta de duplas intergênero, onde foram derrotados por Kana e Kenny Omega. Três dias depois, Shida fez sua primeira defesa bem-sucedida do Wave Single Championship contra Mika Iida. Em 4 de outubro, Shida fez sua estréia na Revolution Championship Wrestling (RCW) em Barcelona, Espanha, derrotando Leah Owens e Audrey Bride em uma luta three-way para vencer o RCW Women's Championship. Em 29 de outubro, Shida defendeu com sucesso o Wave Single Championship e o RCW Women's Championship contra Mari Apache. Ela fez outra defesa bem-sucedida de ambos os títulos em 21 de dezembro, quando sua luta contra Mio Shirai terminou em um empate de trinta minutos. Em 26 de dezembro, Shida voltou para a Reina Joshi Puroresu, vindo em auxílio de Syuri e atacando Kana depois que ela a derrotou para se tornar a nova Campeã Mundial Feminina da Reina. Em 25 de janeiro, Shida fez sua quarta defesa bem-sucedida do Wave Single Championship contra Kyusei Sakura Hirota. Em 7 de fevereiro, Shida voltou a RCW, perdendo o título promoção para Leah Owens em uma street fight. Quatro dias depois, Shida também perdeu o Wave Single Championship para Ayako Hamada.
Em 25 de fevereiro, Shida e Syuri derrotaram Arisa Nakajima e Kana para vencer o Reina World Tag Team Championship. Em 25 de março, Shida se tornou a nova "produtora geral" (GP) da Reina, uma figura de autoridade na tela, depois que ela, Shiro Koshinaka e Zeus derrotaram Cat Power, Yuko Miyamoto e a GP anterior, Kana, em uma luta de trios. Em 13 de junho, Shida e Syuri perderam o Reina World Tag Team Championship para Makoto e Rina Yamashita. Em julho, Shida participou de um teste da WWE realizado por William Regal, durante a visita da promoção ao Japão. Também em julho, Shida chegou às semifinais do torneio Catch the Wave 2015, mas foi derrotada por Mika Iida. Na Reina, Shida se tornou a líder do grupo Shiri Gamikyō, que rivalizou com a Narcissist-gun de Syuri até 26 de dezembro, quando Shida levou suas companheiras de grupo Jun Kasai e Toru Owashi a uma vitória sobre Syuri, Buffalo e Mineo Fujita terminando a rivalidade em uma luta de trios. Em 11 de setembro de 2016, Shida e Syuri derrotaram Kaori Yoneyama e Tsubasa Kuragaki para vencerem o Oz Academy Tag Team Championship. Shida e Syuri venceram outro título em 23 de novembro, quando derrotaram Dash Chisako e Kaoru pelo Sendai Girls World Tag Team Championship.
Em fevereiro de 2017, Shida encerrou seus dias de freelancer assinando com a empresa Makai, que apresenta shows combinando música, teatro e luta livre. Ela trabalhava para a empresa desde outubro de 2014, atuando sob o nome de Tsuruhime. Shida e Syuri perderam o Oz Academy Tag Team Championship para Akino e Kaho Kobayashi em sua quarta defesa em 25 de junho de 2017. Em 15 de julho, Shida e Syuri perderam o Sendai Girls World Tag Team Championship para Cassandra Miyagi e Dash Chisako também em sua quarta defesa. Em novembro, Shida voltou para a Shimmer Women Athletes, desafiando sem sucesso Mercedes Martinez pelo Shimmer Championship no Volume 97.

### All Elite Wrestling (2019-presente)
Em 9 de abril de 2019, foi anunciado que Shida assinou um contrato com a All Elite Wrestling (AEW). Em 25 de maio, Shida fez sua estreia na AEW no Double or Nothing, competindo em uma luta de trios. Em 31 de agosto no All Out, Riho derrotou Shida, onde a vencedora lutaria pelo inaugural AEW Women's World Championship em 2 de outubro, no episódio de estreia do Dynamite.
No episódio de 1° de janeiro de 2020 do Dynamite, Shida perdeu em uma luta pelo AEW Women's World Championship envolvendo a campeã Riho, Britt Baker e Nyla Rose, com Riho retendo. No Bash at the Beach, Shida se juntou a Kris Statlander, derrotando Brandi Rhodes e Melanie Cruise. Em 23 de maio de 2020 no Double or Nothing, Shida derrotou Nyla Rose em uma luta sem desqualificação e sem contagem para vencer o AEW Women's World Championship após 12 semanas sendo a candidata número um. Shida teve sua primeira defesa de título no Fyter Fest contra Penelope Ford, antes da luta começar Kip Sabian estava sendo fisicamente agressivo com Shida, então como resultado ele foi banido do entorno ringue, isso acabou bem para Shida já que ninguém estava no canto de Ford. Shida conquistou a vitória fazendo-a reter o título. No episódio de 22 de agosto do Dynamite, Shida foi desafiada por seu título pela Campeã Mundial Feminina da NWA Thunder Rosa. A luta foi marcada para o All Out. Em 5 de setembro, no All Out, Shida defendeu com sucesso seu título contra Rosa.
Em 6 de janeiro de 2021, no primeiro episódio do Dynamite em 2021, Shida manteve seu título contra Abadon. Em fevereiro, Shida viajou de volta ao Japão para ajudar a produzir a chave japonesa no Women's World Championship Eliminator Tournament, onde a vencedora enfrentará Shida por seu título no Revolution. Durante sua estada no Japão, Shida teve sua primeira luta em um mês, onde ao lado de Mei Suruga e Rin Kadokura derrotou Maki Itoh, Veny e a treinadora de Shida Emi Sakura.

## Carreira de atriz

### Filmografia
- 2008: Nekonade (ネコナデ)[212]
- 2009: Three Count (スリーカウント, Surī Kaunto)[212]
- 2009: Robo Geisha (ロボゲイシャ)[212]
- 2009: Heisei Tonpachi Yarō: Otoko wa Tsurada Yo (平成トンパチ野郎～男はツラだよ～)[212]
- 2010: Mutant Girls Squad (戦闘少女 血の鉄仮面伝説, Sentō Shōjo Chi no Tetsu Kamen Densetsu)[212]
- 2011: Crazy-Ism (クレイジズム, Kureijizumu)[212]
- 2014: Taiyo Kara Plancha (太陽からプランチャ, Taiyo Kara Purancha)[213][214]

### Televisão
- 2008–2009: Muscle Venus (マッスルビーナス, Massuru Bīnasu)[212]
- 2009: Wrestle Arena (レッスルアリーナ, Ressuru Arīna)[212]
- 2009: Gogo Tama (ごごたま)[212]
- 2009: S-Arena[212]
- 2010: Maru Summers (マルさま～ず, Maru Samaazu)[212]
- 2011: Muscle Girl! (マッスルガール!, Massuru Gāru!)[212]
- 2011: Tensai TV-kun (天才てれびくん, Tensai Terebikun)[212]
- 2012: Time Scoop Hunter (タイムスクープハンター, Taimu Sukūpu Hantā)[212]

## Títulos e prêmios
- All Elite Wrestling
  - AEW Women's World Championship (1 vez, atual)[215][216]
  - Dynamite Award (1 vez)
    - Breakout Star – (2021)
- Ice Ribbon
  - ICE×60 Championship (1 vez)[3][4][217]
  - International Ribbon Tag Team Championship (4 vezes)[218] – com Tsukasa Fujimoto (3) e Maki Narumiya (1)[3][4]
  - Double Crown Tag Championship Tournament (2012) – com Tsukasa Fujimoto[88]
  - Gyakkyou Nine! (2011)[219]
  - Ike! Ike! Ima, Ike! Ribbon Tag Tournament (2011) – com Tsukasa Fujimoto[31]
- Oz Academy
  - Oz Academy Openweight Championship (1 vez)[220][221]
  - Oz Academy Tag Team Championship (2 vezes) – com Aja Kong (1) e Syuri (1)[3][4][107][196][222]
- Pro Wrestling Illustrated
  - A PWI a classificou na 62ª posição das 100 melhores lutadoras da PWI Female 100 em 2019[223]
  - A PWI a classificou na 6ª posição das 100 melhores lutadoras da PWI Female 100 em 2020[224]
- Pro Wrestling Wave
  - Wave Single Championship (1 vez)[177][225]
  - Wave Tag Team Championship (1 vez) – com Yumi Ohka[4][122][226]
  - Catch the Wave (2014)[176]
  - Zan1 (2015)[227]
- Reina X World / Reina Joshi Puroresu
  - Reina World Tag Team Championship (3 vezes) – com Tsukasa Fujimoto (2),[3][4][60][110] e Syuri (1)[188][228]
  - Reina World Tag Team Championship 1 Day Tournament (2012) – com Tsukasa Fujimoto[60]
- Revolution Championship Wrestling
  - RCW Women's Championship (1 vez)[180][229]
- Sendai Girls' Pro Wrestling
  - Sendai Girls Tag Team Championship (1 vez) – com Syuri[197][230]